# Tamyš
Tamyš (Abchazsky : Тамшь, gruzínsky ტამიში – Tamyši) je vesnice v Abcházii v Okresu Očamčyra. Nachází se západně od okresního města Očamčyra. Vesnice leží na pobřeží Černého moře a protéká skrz ni řekaToumyš. Ve vesnici žije 549 obyvatel, z nichž 88 % jsou Abcházci. V rámci Abcházie má status Obecního centra.

## Hranice
Na severu obec hraničí s obcí Kutol, na východě s obcemi Labroj a Aradu, z jihu je omýván Černým mořem a na západě s obcí Kyndyg.

## Demografie
Ve vesnici žilo v roce 2011 549 obyvatel, z nichž 88,5 % jsou Abcházci, 4,0 % Gruzínci, 3,6 % Rusové a 1,1 % Arméni. První dochované sčítání lidu zde proběhlo v roce 1886, ve kterém zde žilo 892 obyvatel a téměř všichni byli Abcházci. V roce 1926 zde žilo už 1 470 obyvatel z nichž 62,0 % byli Abcházci, 27,8 % byli Gruzínci a 7,8 % byli Arméni.V roce 1959 zde žilo 1 762 obyvatel a v roce 1989 zde žilo 1 826 obyvatel. většina jich odešla během války v letech 1992–1993.

## Historické dělení
Tamyš se historicky dělí na pět částí:
- Anuaa Pchu
- Nabyrzal
- Nagbou
- Nauač
- Tamyš Agu
- Ckrš